# Viaggi e avventure attraverso il tempo e lo spazio
Viaggi e avventure attraverso il tempo e lo spazio (scritto anche Viaggi e avventure a traverso il tempo e lo spazio) è un'opera scritta e illustrata da Yambo (al secolo Enrico Novelli) e pubblicata nel 1933 dall'editore Vallecchi di Firenze. Si tratta di un'opera a metà strada tra divulgazione di esplorazioni e narrativa fantastico-fantascientifica, destinata a un pubblico giovane.

## Trama
L'opera tratta temi come la ricerca della perduta Atlantide, esplorazioni oceaniche e altri misteri.

## Edizioni
- Yambo, Viaggi e avventure attraverso il tempo e lo spazio, Firenze, Vallecchi, 1933.
- Yambo, Viaggi e avventure attraverso il tempo e lo spazio, collana Vallecchi per i ragazzi, Firenze, Vallecchi, 1944.